# Supalonely
Supalonely est une chanson de l'artiste néo-zélandaise Benee en featuring avec Gus Dapperton, publié chez Republic Records le 15 novembre 2019 en tant que troisième et dernier single de son deuxième EP, Stella & Steve,. La chanson apparaît également sur le premier album studio de Benee, Hey u x publié le 13 novembre 2020. 
Grâce à la plateforme Tiktok, la chanson gagne une immense notoriété en mars 2020,,. Elle atteint le top 40 dans plus de 25 pays, dont le Royaume-Uni, les États-Unis, l'Australie, le Canada, la France, l'Allemagne, les Pays-Bas et la Nouvelle-Zélande, obtenant une certification or dès sa deuxième semaine dans son pays d'origine.

## Contexte
Supalonely est écrit pendant un voyage de Benee à Los Angeles. Elle est inspirée par sa rupture avec son petit ami et est écrite comme une chanson dans laquelle elle peut se moquer de sa propre tristesse. La chanson Blu, tirée du même EP, est aussi inspirée par cette rupture.
Il existe trois versions de la chanson : la version originale, une deuxième version édulcorée, et une autre version qui omet complètement les couplets de Gus Dapperton et passe directement à l'outro après le deuxième refrain.

## Composition
La chanson est composée dans la tonalité de sol majeur avec un tempo de 129 battements par minute.

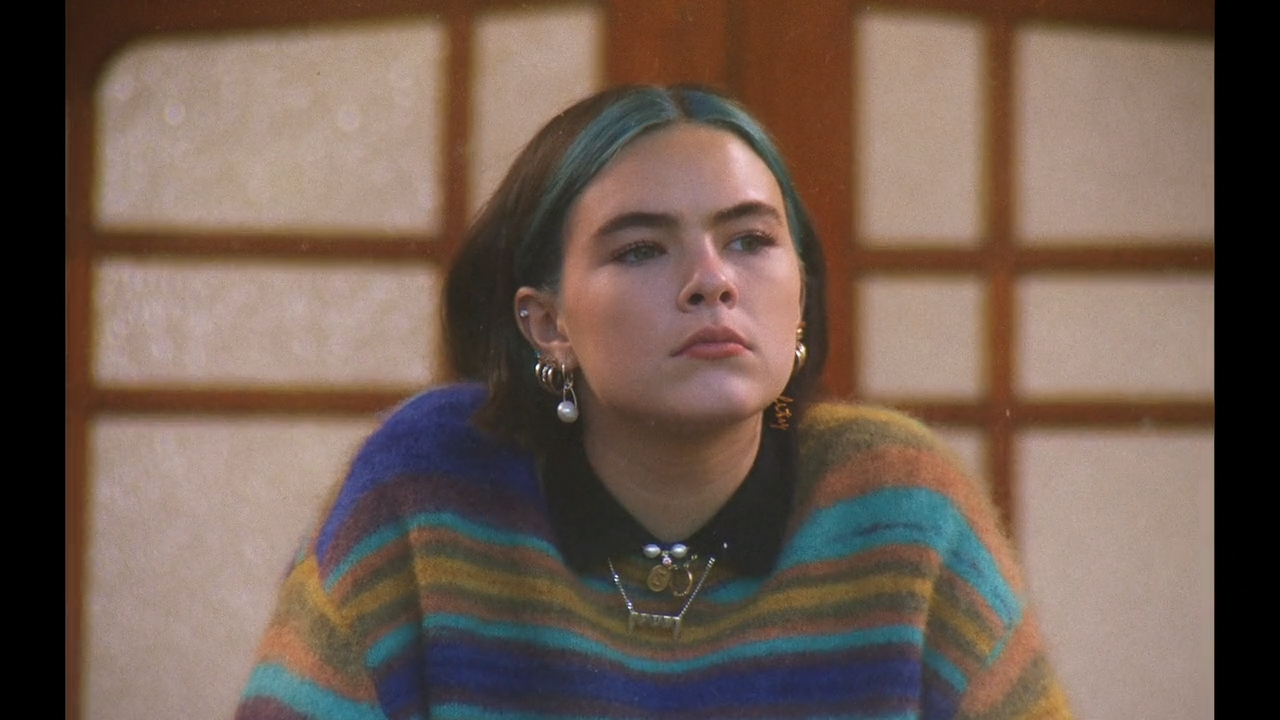
Benee dans le clip de Supalonely.

## Performance commerciale
La chanson est certifiée disque d'or lors de sa deuxième semaine dans le top 40 néo-zélandais, lorsqu'elle passe à la deuxième place, après ses débuts à la troisième place la semaine précédente. La chanson se classe ensuite dans le top 10 de différents pays comme les États-Unis, la France ou les Pays-Bas.
4 mois après la sortie du clip, ce dernier cumule près de 70 millions de vues, et cumule désormais en octobre 2024 à 320 millions de vues sur YouTube.